# Quattro bestie in una
Quattro bestie in una è un racconto scritto da Edgar Allan Poe nel 1836.

## Trama
Il racconto inizia con un'invettiva contro il sovrano seleucide Antioco IV. Dopo questa sezione, il narratore si rivolge direttamente al lettore e immagina di poter trasportarsi insieme a lui fino all'epoca del suddetto sovrano, presso la sua capitale Antiochia di Siria.
Qui il re Antioco, detto "Epifane", viene scortato  in trionfo dalla sua corte, dalla guardia personale e dalla folla in delirio attraverso la città fino all'arena dei gladiatori. Mentre il narratore è intento ad illustrare altre cose al suo lettore, Antioco si traveste da camelopardalis (ossia da giraffa) per considerarsi il più forte di tutte le bestie e per essere venerato da tutti al tocco dei suoi zoccoli d'oro. Ma tre fiere si staccano dalle catene e inseguono Antioco finché questi non riesce a salvarsi, mentre la città scoppia in un orribile clamore di entusiasmo.
Alla fine il narratore, disgustato dallo spettacolo, decide di riportare il lettore al presente.